# 日東村
日東村（にっとうむら）は、埼玉県入間郡に存在した村。

## 沿革
村名はかつて存在した入東郡（にっとうぐん）に由来する。

### 歴史
- 1889年（明治22年）4月1日 - 大袋村、大袋新田、藤倉村、山城村、増形村が合併して日東村が発足。
- 1943年（昭和18年）11月3日 - 日東村と大田村が合併し、大東村が発足。大田村は消滅。
- 1955年（昭和30年）4月1日 - 大東村は川越市に編入され、消滅。

### 村域の変遷
| 1868年 以前 | 1868年 以前 | 1889年 (明治22) 4月1日 | 1943年 (昭和18) 11月3日 | 1955年 (昭和30) 4月1日 | 現在   |
| ----------- | ----------- | ---------------------- | ----------------------- | ---------------------- | ------ |
|             | 大袋新田    | 日東村                 | 大東村                  | 川越市 に編入          | 川越市 |
|             | 大袋村      | 日東村                 | 大東村                  | 川越市 に編入          | 川越市 |
|             | 藤倉村      | 日東村                 | 大東村                  | 川越市 に編入          | 川越市 |
|             | 山城村      | 日東村                 | 大東村                  | 川越市 に編入          | 川越市 |
|             | 増形村      | 日東村                 | 大東村                  | 川越市 に編入          | 川越市 |

## 参考資料
- 角川日本地名大辞典